# Бакстер, Джим
Джеймс Ке́рран Ба́кстер (англ. James Curran Baxter; 29 сентября 1939 — 14 апреля 2001), более известный как Джим Ба́кстер (англ. Jim Baxter) — шотландский футболист, выступавший на позиции левого полузащитника. Родился, учился и начал свою спортивную деятельность в Файфе. Пик его карьеры пришёлся на начало 1960-х годов, когда он выступал в составе «Рейнджерс», выиграв вместе с клубом десять трофеев в период между 1960 и 1965 годами.
Болельщики дали Бакстеру прозвище «Slim Jim» (Худой Джим) за соответствующее телосложение. Однако во время реабилитационного периода после травмы он пристрастился к алкоголю и вынужден был покинуть клуб в декабре 1964 года. В летнее трансферное окно 1965 года подписал контракт с «Сандерлендом». За два с половиной года в «Сандерленде» он сыграл 98 игр и забил 12 голов, став известным благодаря своей привычке напиваться в ночь перед матчем, а потом хорошо играть на следующий день. В конце 1967 года «Сандерленд» продал его в «Ноттингем Форест», который, в свою очередь, отдал его за символическую плату в «Рейнджерс» в 1969 году после 48 игр за клуб. Сыграв ещё один сезон за «Рейнджерс», Бакстер ушёл из футбола в 1970 году, в возрасте 31 года.
С 1961 по 1967 год он был одним из ведущих игроков шотландской сборной, которая демонстрировала достаточно стабильные результаты. Она проиграла только один раз в Англии, в 1965 году, вскоре после того, как Бакстер оправился от перелома ноги. По мнению Бакстера, его лучшим международным матчем была игра с Англией в 1963 году, которая закончилась победой со счётом 2:1, он забил оба гола после того, как сборная Шотландии осталась вдесятером.
В расцвете сил Бакстер был известен своей способностью поднять боевой дух команды, хорошее видение поля, точный пас, умение обмануть соперника и ещё за то, что он порою позволял себе беспечное поведение на футбольном поле. Он нарушил традицию «Рейнджерс», подружившись с несколькими игроками их основных конкурентов, «Селтика».

## Ранние годы
Бакстер родился в деревне Хил оф Бис, шотландское графство Файф 29 сентября 1939 года в семье шахтёра, учился в кауденбитской школе и начал свою футбольную карьеру в родном графстве. Там он получил прозвище «Наш волшебник» (англ. Our wizard) за свои навыки владения мячом. После окончания школы он учился 8 месяцев на столяра-мебельщика.
Директор школы, в которой он раньше учился, Джеймс Кармайкл, проявил интерес к бывшему ученику и предложил Бакстеру присоединиться к местной футбольной команде «Халбис Джувенилс». Бакстер начал играть за молодёжную команду из Файфа, «Кроссгейтс Примроуз». Затем, в 1957 году, он перешёл в «Рэйт Роверс» на условиях работы в неполный рабочий день. Между обстановкой в двух клубах проявлялся явный контраст. Именно «Рэйт Роверс» привил молодому и амбициозному Бакстеру дисциплину. В этом была заслуга таких игроков клуба, как Билл Букард, Джордж Ферьер и особенно капитан Вилли Макнот по прозвищу «Железный человек» (англ. Iron man).

## Клубная карьера

### «Рейнджерс»
В июне 1960 года он перешёл в «Рейнджерс» за 17500 фунтов — рекорд Шотландии на то время. Его выступления в первые два сезона на «Айброкс» периодически прерывались службой в батальоне пехотного полка Чёрной стражи Британской армии.
Бакстер играл за «Рейнджерс» в период с 1960 по 1965 год, в основном на позиции атакующего левого полузащитника. За это время команда три раза выиграла чемпионат страны: в 1961, 1963 и 1964 годах и национальный Кубок в 1964 году. Болельщики «Рейнджерс» прозвали его «Slim Jim». В 18 играх «Old Firm» против принципиальных соперников, «Селтика» (десять в шотландской лиге, пять в шотландском Кубке Лиги и три в Кубке Шотландии) команда Бакстера проиграла дважды. Его первый матч за «Рейнджерс» состоялся в августе 1960 года против «Партик Тисл» в Кубке шотландской лиги. Тогда он играл на позиции левого флангового форварда. Бакстер забил свой первый гол за клуб в ноябре 1960 года в матче против «Клайда», в том же месяце он забил на первых минутах матча в ворота «Боруссии Мёнхенгладбах», матч закончился со счётом 8:0. В 1961 году Бакстер играл за «Рейнджерс» в первом финале Кубка обладателей кубков УЕФА (серия из двух матчей) его команда проиграла со счётом 4:1 по сумме двух матчей против «Фиорентины».
В декабре 1964 года Бакстер, по мнению британского политика Тама Дальелла, играл на высоком уровне, так как помог «Рейнджерс» одержать победу со счётом 2:0 в выездном матче против венского «Рапида» в Кубке европейских чемпионов. Но на последних минутах он сломал ногу и не смог играть в течение четырёх месяцев. В этот период он начал злоупотреблять алкоголем, и это отразилось на его игровых качествах.
Скот Саймон, тренер «Рейнджерс», который подписал Бакстера в 1960 году, почувствовал, что лучшие дни Бакстера были уже в прошлом, и выставил его на трансфер в мае 1965 года.

### Английские клубы
Бакстер присоединился к «Сандерленду». Стоимость трансфера составила 72500 фунтов, самая высокая, когда-либо заплаченная шотландскому клубу сумма на то время. Бакстер сыграл 98 матчей за «Сандерленд» в первом дивизионе Англии (в то время высший), забив 12 голов.
В декабре 1967 года «Сандерленд» продал Бакстера в «Ноттингем Форест» за сто тысяч фунтов. Там он подружился с крикетистом, Гари Соберсом. После окончания срока действия контракта, в 1969 году Бакстер стал свободным агентом.
Бакстер вернулся в «Рейнджерс» на один сезон (ушёл из футбола в 1970 году, в возрасте 31 года). К концу карьеры у него в активе было 254 матча за «Рейнджерс», три чемпионства шотландской лиги, три Кубка Шотландии и четыре шотландских Кубка Лиги.

## Карьера в сборной
В 1960-х годах Бакстер сыграл 34 матча за сборную Шотландии, в которую входили Билли Макнилл, Пэт Креранд, Дейв Макай, Денис Лоу и Джон Грейг. В международных матчах он забил три гола. Из этих матчей Шотландия выиграла 21, три сыграла вничью и проиграла 10. Он дебютировал в ноябре 1961 года, Шотландия обыграла Северную Ирландию со счётом 5:2. Ранее, в 1961 году, Шотландия проиграла со счётом 9:3 в матче против Англии на «Уэмбли», в апреле 1962 года Бакстер и Креранд сформировали результативную связку и помогли Шотландии оформить реванш со счётом 2:0.
Свой первый гол за сборную Бакстер забил в дружеском матче против Уругвая. Уругвай доминировал, и счёт после первого тайма был в их пользу (2:0), но шотландцы попытались переломить ход игры, Бакстер забил первый гол на 74-й минуте. Ральф Бранд за две минуты до свистка сократил разрыв до минимума, но на то, чтобы сравнять счёт уже не хватало времени, Уругвай победил со счётом 3:2.
По мнению многих комментаторов, лучшими матчами Бакстера были две игры против Англии: в 1963 и 1967 годах. Бакстер считал матч 1963 года самым лучшим. В том матче сборная Шотландии осталась вдесятером, когда их левый защитник, Эрик Колдоу, сломал ногу при столкновении с игроком соперников (замены в те времена не были предусмотрены). Бакстер при поддержке Макея, Уайта и Лоу принёс победу Шотландии со счётом 2:1, забив оба гола, первый из которых был с пенальти (первый пенальти Бакстера за сборную) за фол англичан на Вилли Хендерсоне. Бобби Мур считал, что это лучшая сборная Шотландии за всю историю.
В следующем году Шотландия, снова вдохновлённая Бакстером и Лоу, одержала победу над Англией со счётом 1:0, причём именно невысокая реализация моментов помешала им забить больше. В 1966 году через шестнадцать месяцев после перелома ноги Бакстер был уже не в состоянии вдохновить своих партнёров по команде, и сборная проиграла со счётом 4:3 в Англии.
В 1967 году на матчах Домашнего чемпионата Великобритании Бакстер произвёл впечатление лидера со спорными игровыми качествами. Однако Шотландия стала чемпионом, обыграв англичан, которые выиграли чемпионат мира в 1966 году. Бакстер набивал мяч перед штрафной площадью соперников, ожидая товарищей по команде, чтобы отдать точный пас. Некоторые комментаторы признали, что защита Англии действовала неподобающим образом, в то время как другие считали такую игру несерьёзной и думали, что Шотландия должна была выиграть более убедительно, чем с перевесом в один гол (3:2). Товарищ Бакстера по команде, Денис Лоу, развеял сомнения относительно его персоны, заявив, что Бакстер был «лучшим игроком матча и главным оружием в арсенале шотландцев», но пожаловался, что отсутствие у Бакстера скорости помешало Шотландии более достойно отыграться за поражение со счётом 9:3 в апреле 1961 года. Алекс Фергюсон сказал, что мастерство Бакстера «можно было бы положить на музыку». Также в той игре Бакстер сговорился с Билли Бремнером против Алана Болла. Он отдал Бремнеру пас на ход так, что Болл оказался на пути мяча. Когда последний решил перехватить мяч, Бремнер сбил его на полном ходу. Шотландия была первой сборной, обыгравшей Англию после победы последней на чемпионате мира по футболу в 1966 году, шотландские болельщики провозгласили свою сборную «неофициальным чемпионом мира».
В октябре 1963 года Бакстер сыграл в матче против сборной Англии, приуроченном к празднованию столетия Футбольной ассоциации. Он вышел на поле во второй половине матча, его качество игры произвело впечатление на самого Ференца Пушкаша. Однако, Англия выиграла матч со счётом 2:1.
За всё время выступлений Бакстера за национальную сборную, Шотландия так ни разу и не смогла пройти в финальные стадии чемпионата мира. Шотландская общественность в то время обвиняла во всём «англосаксов», игроков шотландского происхождения, которые практически не играли на родине. Однако в то время соперничество с Англией было более принципиальным для шотландцев, чем международные турниры. В 1960/61 годах, когда Бакстер играл во всех отборочных матчах к чемпионату мира 1962 года, они заняли первое место в своей группе, но проиграли плей-офф Чехословакии, которая позже заняла второе место, уступив Бразилии в финале. Четыре года спустя Бакстер сыграл только в двух отборочных матчах, прежде чем сломал ногу в матче за клуб в Вене. Шотландия заняла второе место в своей группе, уступив Италии. В 1968/69 годах Бакстер не вызывался на отборочные матчи чемпионата мира 1970 года.

### Матчи и голы за сборную Шотландии
| №  | Дата             | Соперник          | Счёт | Голы Бакстера | Соревнование                      |
| 1  | 9 ноября 1960    | Северная Ирландия | 5:2  | -             | Домашний чемпионат Великобритании |
| 2  | 3 мая 1961       | Ирландия          | 4:1  | -             | Отборочные матчи ЧМ-1962          |
| 3  | 7 мая 1961       | Ирландия          | 3:0  | -             | Отборочные матчи ЧМ-1962          |
| 4  | 14 мая 1961      | Чехословакия      | 0:4  | -             | Отборочные матчи ЧМ-1962          |
| 5  | 29 сентября 1961 | Чехословакия      | 3:2  | -             | Отборочные матчи ЧМ-1962          |
| 6  | 29 ноября 1961   | Чехословакия      | 2:2  | -             | Отборочные матчи ЧМ-1962          |
| 7  | 7 октября 1961   | Северная Ирландия | 6:1  | -             | Домашний чемпионат Великобритании |
| 8  | 8 сентября 1961  | Уэльс             | 2:0  | -             | Домашний чемпионат Великобритании |
| 9  | 14 апреля 1962   | Англия            | 2:0  | -             | Домашний чемпионат Великобритании |
| 10 | 2 мая 1962       | Уругвай           | 2:3  | 1             | Товарищеский матч                 |
| 11 | 20 октября 1962  | Уэльс             | 3:2  | -             | Домашний чемпионат Великобритании |
| 12 | 7 ноября 1962    | Северная Ирландия | 5:1  | -             | Домашний чемпионат Великобритании |
| 13 | 6 апреля 1963    | Англия            | 2:1  | 2             | Домашний чемпионат Великобритании |
| 14 | 8 мая 1963       | Австрия           | 4:1  | -             | Товарищеский матч                 |
| 15 | 4 июня 1963      | Норвегия          | 3:4  | -             | Товарищеский матч                 |
| 16 | 9 июня 1963      | Ирландия          | 0:1  | -             | Товарищеский матч                 |
| 17 | 13 июня 1963     | Испания           | 6:2  | -             | Товарищеский матч                 |
| 18 | 7 ноября 1963    | Норвегия          | 6:1  | -             | Товарищеский матч                 |
| 19 | 20 ноября 1963   | Уэльс             | 2:1  | -             | Домашний чемпионат Великобритании |
| 20 | 11 апреля 1964   | Англия            | 1:0  | -             | Домашний чемпионат Великобритании |
| 21 | 12 мая 1964      | ФРГ               | 2:2  | -             | Товарищеский матч                 |
| 22 | 3 октября 1964   | Уэльс             | 2:3  | -             | Домашний чемпионат Великобритании |
| 23 | 21 октября 1964  | Финляндия         | 3:1  | -             | Отборочные матчи ЧМ-1966          |
| 24 | 25 сентября 1964 | Северная Ирландия | 3:2  | -             | Домашний чемпионат Великобритании |
| 25 | 2 октября 1965   | Северная Ирландия | 2:3  | -             | Домашний чемпионат Великобритании |
| 26 | 9 ноября 1965    | Италия            | 1:0  | -             | Отборочные матчи ЧМ-1966          |
| 27 | 24 ноября 1965   | Уэльс             | 4:1  | -             | Домашний чемпионат Великобритании |
| 28 | 2 апреля 1966    | Англия            | 3:4  | -             | Домашний чемпионат Великобритании |
| 29 | 18 июня 1966     | Португалия        | 0:1  | -             | Товарищеский матч                 |
| 30 | 25 июня 1966     | Бразилия          | 1:1  | -             | Товарищеский матч                 |
| 31 | 22 октября 1966  | Уэльс             | 1:1  | -             | Отборочные матчи ЧЕ-1968          |
| 32 | 15 апреля 1967   | Англия            | 3:2  | -             | Отборочные матчи ЧЕ-1968          |
| 33 | 10 мая 1967      | СССР              | 0:2  | -             | Товарищеский матч                 |
| 34 | 22 ноября 1967   | Уэльс             | 3:2  | -             | Отборочные матчи ЧЕ-1968          |

## Стиль игры
Бакстер отличался точным пасом, умением обмануть противника особым движением бедра и способностью вдохновить товарищей по команде своим уверенным подходом к игре. Тренер «Манчестер Юнайтед», Алекс Фергюсон описал Бакстера как «одного из лучших игроков в истории шотландского футбола», в его глазах он был «величайшим игроком, с которым когда-либо доводилось играть… У него есть чувство равновесия, видение поля и умением создать замечательную атмосферу на нём…» Тренер «Рейнджерс», Вилли Уодделл сказал: 

Джим был лучшим игроком на левом фланге в истории «Рейнджерс».Оригинальный текст (англ.)Jim was the finest left half ever produced by Rangers.
Джимми Джонстон, который играл за конкурентов «Рейнджерс», «Селтик», заявил вскоре после смерти Бакстера: 

Он был великим человеком и гением в работе с мячом.Оригинальный текст (англ.)He was a great man and a genius on the ball.
Пеле сказал, что Бакстер, должно быть, бразилец.
После того, как Бакстер в 1963 году забил два гола в матче против Англии, Ференц Пушкаш спросил: «Где этот парень скрывался?»
Бакстер привлёк к себе внимание стилем игры, контролируя её с «неторопливым артистизмом» и, соответственно, отказываясь от прагматичного стиля, доминирующего в английском футболе, или атлетичного стиля, который был характерен для «Рейнджерс» в то время. Он описал свой подход так: 

Относитесь к мячу, как к женщине. Обнимайте его, ласкайте его немножко, не торопитесь и вы получите необходимый ответ.Оригинальный текст (англ.)Treating the ball like a woman. Give it a cuddle, caress it a wee bit, take your time, and you'll get the required response
 Хотя «Рейнджерс» настаивает, чтобы игроки полностью заправляли свои футболки в шорты, Бакстер всегда оставлял часть, которая болталась над левым бедром. Его также сравнивали с джокером на поле.

## Личная жизнь и завершение карьеры
После переезда в «Рейнджерс» жизнь Бакстера основательно поменялась. По его словам: 

Когда-то я был игроком «Рэйт Роверс», который не мог снять телку в Кауденбите. Вдруг я попал в Глазго, и девушки просто бросались на меня. Это было, конечно, существенное изменение, и я не упускал свой шанс.Оригинальный текст (англ.)One day, I was a Raith Rovers player who couldnae pull the birds at the Cowdenbeath Palais. The next day I was in Glasgow and the girls were throwing themselves at me. It was certainly a change and I wasn't letting it go by.
 В начале шестидесятых Бакстер неоднократно пользовался услугами проституток, однако в 1965 году он женился на парикмахере Джин Фергюсон, и пара вырастила двух сыновей, Алана и Стивена. Его брак закончился в 1981 году разводом. Джин вышла замуж за игрока в гольф Уильяма Маккондичи три года спустя. В 1983 году Бакстер узаконил отношения с Нормой Мортон, и пара оставалась вместе до смерти Бакстера в 2001 году.
Бакстер не был фанатично одержим соперничеством между двумя ведущими командами Глазго. Вопреки неписаному правилу, гласившему, что конкуренты не могут быть друзьями, среди его близких друзей были игроки «Селтика»: Билли Макнилл, Пэт Креранд и Майк Джексон.
Бакстер был прирождённым комиком, за что его часто стали называть Стэнли, в честь шотландского комедианта и актёра Стэнли Бакстера.
Как и некоторые другие звёзды британского футбола конца XX века, Бакстер злоупотреблял алкоголем, некоторые говорят, что Бакстер выпивал до трёх бутылок «Bacardi» в день. Товарищ по сборной, Дейв Макай, безуспешно рекомендовал ему тренироваться и жить более разумно. Бакстер часто напивался в ночь перед матчем, но это не препятствовало его игре, и тренерский штаб перестал обращать на это внимание. После завершения карьеры Бакстер стал менеджером паба. В возрасте 55 лет ему сделали две пересадки печени в течение четырёх дней, он пообещал бросить пить.
Другой его пожизненной зависимостью были азартные игры, он проиграл 500 тысяч фунтов, по его собственной оценке, или 250 тысяч фунтов по оценкам других людей. Позже, когда его спросили: «Если бы Вы зарабатывали столько, сколько зарабатывают футболисты сейчас, Вам бы хватало денег рассчитываться с долгами?» — он ответил: «Да, я бы проигрывал 50000 фунтов стерлингов в неделю на скачках, вместо ста».
В феврале 2001 года врачи поставили Бакстеру диагноз рак поджелудочной железы, и он умер в своём доме на южной стороне Глазго 14 апреля 2001 года. Норма и его сыновья, Алан и Стивен, были рядом, у его постели. Его похороны состоялись в Кафедральном соборе Глазго, на них также присутствовал канцлер казначейства Великобритании Гордон Браун, который долгое время был болельщиком «Рэйт Роверс», где Бакстер начал свою карьеру.

## Память

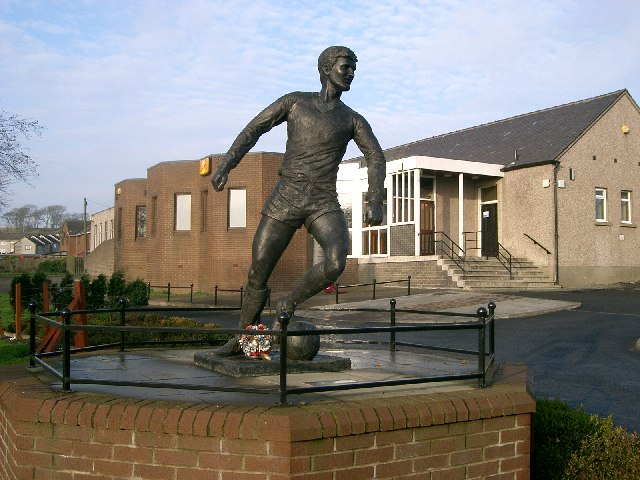
Памятник Джиму Бакстеру

Бакстер является членом Зала славы болельщиков «Рейнджерс», а также он один из первых 50 футболистов, занесённых в Шотландский зал спортивной славы, когда тот был создан в 2005 году. В 2004 году он был введён в Зал славы шотландского футбола. Он сыграл большую часть своих лучших матчей после двадцати лет до перелома ноги в матче против венского «Рапида» в декабре 1964 года и до начала своего пьянства, которое сделало его прозвище «Slim Jim» менее актуальным.
После повторного матча финала шотландского Кубка против «Селтика» в 1963 году он спрятал мяч под футболку, а затем отдал его новичку команды. Шотландская футбольная ассоциация настояла, чтобы мяч был возвращён, и «Рейнджерс» выслали мяч, но уже другой.
Болельщики безуспешно пытались получить право назвать новый пешеходный мост на «Уэмбли» в его честь, и 24 февраля 2005 года депутат Шотландской национальной партии, Пит Уишарт, поддержал эту кампанию.
В 2003 году в деревне Хил оф Бис, шотландское графство Файф, благодаря общественной кампании по сбору денег, собравшей 80000 фунтов, была возведена его статуя.

## Достижения
«Рейнджерс»
- Чемпионат Шотландии: 1960/61, 1962/63, 1963/64
- Кубок Шотландии: 1961/62, 1962/63, 1963/64
- Кубок шотландской лиги: 1959/60, 1960/61, 1962/63, 1963/64

## Статистика
| Сезон                       | Команда                     | Чемпионат                   | Чемпионат | Чемпионат | Национальный кубок | Национальный кубок | Национальный кубок | Еврокубки | Еврокубки | Еврокубки | Другие кубки | Другие кубки | Другие кубки | Всего | Всего |
| Сезон                       | Команда                     | Лига                        | Матчи     | Голы      | Лига               | Матчи              | Голы               | Лига      | Матчи     | Голы      | Лига         | Матчи        | Голы         | Матчи | Голы  |
| --------------------------- | --------------------------- | --------------------------- | --------- | --------- | ------------------ | ------------------ | ------------------ | --------- | --------- | --------- | ------------ | ------------ | ------------ | ----- | ----- |
| 1957/58                     | Рэйт Роверс                 | SPL                         | 3         | 1         | SC + SLC           | ?                  | ?                  | -         | -         | -         | -            | -            | -            | ?     | ?     |
| 1958/59                     | Рэйт Роверс                 | SPL                         | 26        | 0         | SC + SLC           | ?                  | ?                  | -         | -         | -         | -            | -            | -            | ?     | ?     |
| 1959/60                     | Рэйт Роверс                 | SPL                         | 32        | 2         | SC + SLC           | ?                  | ?                  | -         | -         | -         | -            | -            | -            | ?     | ?     |
| Всего за «Рэйт Роверс»      | Всего за «Рэйт Роверс»      | Всего за «Рэйт Роверс»      | 61        | 3         |                    | ?                  | ?                  | -         | -         | -         |              | -            | -            | ?     | ?     |
| 1960/61                     | Рейнджерс                   | SPL                         | 27        | 1         | SC + SLC           | 2+10               | 0                  | EC        | 8         | 1         | -            | -            | -            | 47    | 2     |
| 1961/62                     | Рейнджерс                   | SPL                         | 29        | 2         | SC + SLC           | 5+11               | 0                  | EC        | 6         | 1         | -            | -            | -            | 46    | 3     |
| 1962/63                     | Рейнджерс                   | SPL                         | 32        | 5         | SC + SLC           | 7+9                | 0                  | ECWC      | 4         | 0         | -            | -            | -            | 52    | 5     |
| 1963/64                     | Рейнджерс                   | SPL                         | 26        | 4         | SC + SLC           | 6+10               | 0                  | EC        | 2         | 0         | -            | -            | -            | 44    | 4     |
| 1964/65                     | Рейнджерс                   | SPL                         | 22        | 6         | SC + SLC           | 1+10               | 0+2                | EC        | 5         | 0         | -            | -            | -            | 38    | 8     |
| 1965/66                     | Сандерленд                  | FD                          | 35        | 7         | FA + FLC           | 1+2                | 0                  | -         | -         | -         | -            | -            | -            | 38    | 7     |
| 1966/67                     | Сандерленд                  | FD                          | 36        | 3         | FA + FLC           | 5+1                | 2+0                | -         | -         | -         | -            | -            | -            | 42    | 5     |
| 1967                        | Сандерленд                  | FD                          | 16        | 0         | FLC                | 2                  | 0                  |           | -         | -         | -            | -            | -            | 18    | 0     |
| Всего за «Сандерленд»       | Всего за «Сандерленд»       | Всего за «Сандерленд»       | 87        | 10        |                    | 6+5                | 2+0                |           | -         | -         |              | -            | -            | 98    | 12    |
| 1967/68                     | Ноттингем Форест            | FD                          | 22        | 2         | FA + FLC           | ?                  | ?                  | ICFC      | 0         | 0         | -            | -            | -            | ?     | ?     |
| 1968/69                     | Ноттингем Форест            | FD                          | 26        | 1         | FA + FLC           | ?                  | ?                  | -         | -         | -         | -            | -            | -            | ?     | ?     |
| Всего за «Ноттингем Форест» | Всего за «Ноттингем Форест» | Всего за «Ноттингем Форест» | 48        | 3         |                    | ?                  | ?                  |           | 0         | 0         |              | -            | -            | ?     | ?     |
| 1969/70                     | Рейнджерс                   | SPL                         | 14        | 1         | SLC                | 4                  | 0                  | EC        | 4         | 1         | -            | -            | -            | 22    | 2     |
| Всего за «Рейнджерс»        | Всего за «Рейнджерс»        | Всего за «Рейнджерс»        | 150       | 19        |                    | 21 + 54            | 0 + 2              |           | 29        | 3         |              | -            | -            | 266   | 25    |
| Всего за карьеру            | Всего за карьеру            | Всего за карьеру            | 346       | 35        |                    | ?                  | ?                  |           | ?         | ?         |              | ?            | ?            | ?     | ?     |